# Поточкова збіжність
Поточкова збіжність — один з видів збіжності послідовності функцій, в якому кожній точці області визначення ставиться у відповідність границя послідовності значень функцій в цій точці. 

Функція, визначена таким чином називається поточковою границею, при цьому кажуть що послідовність функцій збігається до граничної поточково.

Поняття поточкової збіжності природно переноситься на функціональні ряди.

## Означення
Нехай {\displaystyle \left\{f_{n}\right\}} — послідовність функцій 

{\displaystyle f_{n}:X\rightarrow Y}

де Y — лінійний нормований простір. Тоді послідовність {\displaystyle \left\{f_{n}\right\}} збігається поточково до 

{\displaystyle f:X\rightarrow Y}

якщо

{\displaystyle \forall x\in X\lim _{n\to \infty }f_{n}(x)=f(x)}

## Властивості
- Якщо поточкова границя існує, то вона єдина.
- Якщо послідовність функцій збігається рівномірно, то вона збігається і поточково, причому їхні границі приймають однакове значення.
- Поточкова границя послідовності вимірних функцій — вимірна. Крім того, множина вимірних функцій — це найменша алгебра функцій замкнена відносно операції поточкової границі, що містить множину неперервних функцій.
- Поточкова границя послідовності неперервних функцій не може бути всюди розривна. Тому функція Діріхле не є поточковою границею послідовності неперервних функцій.
- Поточкова границя послідовності неперервних функцій може бути розривною. Наприклад,

{\displaystyle \lim _{n\to \infty }x^{n}={\begin{cases}0,&x\in [0,1)\\1,&x=1\end{cases}}}

## Топологія
Не існує топології на множині функцій, такої що поточкова збіжність функцій еквівалентна збіжності в цій топології.
Доведемо це від супротивного. Дійсно, нехай така топологія існує. Розглянемо множину неперервних функцій і її замикання в цій топології. Це замикання містить всі поточкові границі неперервних функцій. Воно не містить функцію Діріхле, бо поточкова границя неперервних функцій не може бути всюди розривна. З іншого боку, з цих функцій можна утворити послідовність, яка збігається поточково до функції Діріхле. Це суперечить тому що замикання множини в топологічному просторі є замкненим.
Доведення завершене.

## Поточкова збіжність у просторах оснащених мірою
У вимірних просторах вводиться поняття збіжності майже всюди — поточкова збіжність в усьому просторі, крім, можливо, множини міри 0. Теорема Єгорова стверджує, що з поточкової збіжності на множині скінченної міри випливає рівномірна збіжність на множині міри, що як завгодно мало відрізняється від міри всього простору.